# Dekila Chungyalpa
Dekila Chungyalpa, aussi appelée Deki Chungyalpa (tibétain : བདེ་སྐྱིད་ཅུང་རྒྱལ་པ, Wylie : bde skyid cung rgyal pa), née au Sikkim en Inde, d'éthnie bhutienne, est la fondatrice et la directrice de la Loka Initiative à l'université du Wisconsin à Madison pour promouvoir la protection environnemental et climatique auprès de chefs religieux et de traditions autochtones. Elle a reçu une bourse Yale McCluskey en conservation en 2014 pour son travail et a rejoint la Yale School of the Environment (en) en tant que chercheuse scientifique associée. 

## Biographie
Dekila Chungyalpa est la fille d'Ani Dechen Zangmo, une religieuse bouddhiste tibétaine et professeur de méditation décédée en 1997.
Dekila Chungyalpa est arrivée à l'âge de 15 ans aux États-Unis. En 1998, Dekila Chungyalpa  fait de l'environnement le centre de ses études au collège de Wooster.
Elle suit ensuite des études supérieures en développement international à l’American University.
Chungyalpa obtient une bourse de Les Amis de la Terre, une organisation environnementale non gouvernementale, puis un emploi au World Wildlife Fund (WWF).
Elle a contribué à la création de Khoryug en 2008, une association de monastères et couvents de l'école Karma-kagyu du bouddhisme tibétain œuvrant à la protection de l'environnement de la région himalayenne fondée sous l'égide du 17e karmapa Orgyen Trinley Dorje. Dekila Chungyalpa parle le sikkimais, le tibétain, l'hindi, le népalais et l'anglais. 
Dekila Chungyalpa suit la tradition kagyu du bouddhisme tibétain.